# Сака (приток Чаги)
Са́ка (укр. Сака, рум. Saca) — правый приток реки Чага, расположенный на территории Чимишлийского (Молдавия) и Тарутинского районов (Одесская область, Украина).

## География
Длина — 52 км (на территории Молдавии — 14 км, Украины — 38 км). Площадь бассейна — 324 км². Русло реки (отметки уреза воды) в среднем течении (село Слободка) находится на высоте 81,2 м над уровнем моря. Долина трапецияобразная, шириной 1-3 км; с участками обрывистых берегов (высотой 2 м), частично изрезана балками и промоинами. Русло извилистое, шириной 0,5-3 м; в верхнем и нижнем течении пересыхает. На реке создано несколько прудов.
Берёт начало от двух ручьёв, что юго-восточнее села Чуфлешты. Река течёт на юг, изначально по территории Молдавии (14 км), затем служит государственной границей Молдавии и Украины (1,3 км), пересекает государственную границу и течёт по территории Украины на юго-восток. Впадает в реку Чага (на 46-м км от её устья) восточнее села Весёлая Долина.
Притоки: (от истока к устью)
1. Колбараш л
2. Кантемир л
3. Арса л

Населённые пункты (от истока к устью):
1. Троицкое
2. Высочанское
3. Слободка
4. Надречное
5. Иванчанка
6. Бородино
7. Весёлая Долина